# Narcís Soler i Soler
Narcís Soler i Soler (Figueres, 31 de desembre de 1822) fou un professor i flautista català del segle xix.
Narcís Soler va viure a Figueres la seva infància. A l'edat de set anys, va començar a analitzar Solfeig i dos anys més tard va iniciar els seus estudis de flauta.
L'any 1834 va ser contractat pel règim Francès, amb el qual va viatjar fins a l'Algèria on va començar els estudis sobre clarinet que li va atorgar el nomenament de "Clarinet a Solo". El 1837 va ingressar al Conservatori de París, on el 1840 aquesta institució li va donar el primer premi a millor clarinetista.